# Pedro de Orrente
Pedro de Orrente (n. 18 aprilie 1580, Murcia, Regiunea Murcia, Spania – d. 19 ianuarie 1645, Valencia, Comunitatea Valenciană, Spania) a fost un pictor spaniol din perioada barocului timpuriu, care a devenit unul dintre primii artiști din acea parte a Spaniei care a pictat într-un stil naturalist.

## Biografie

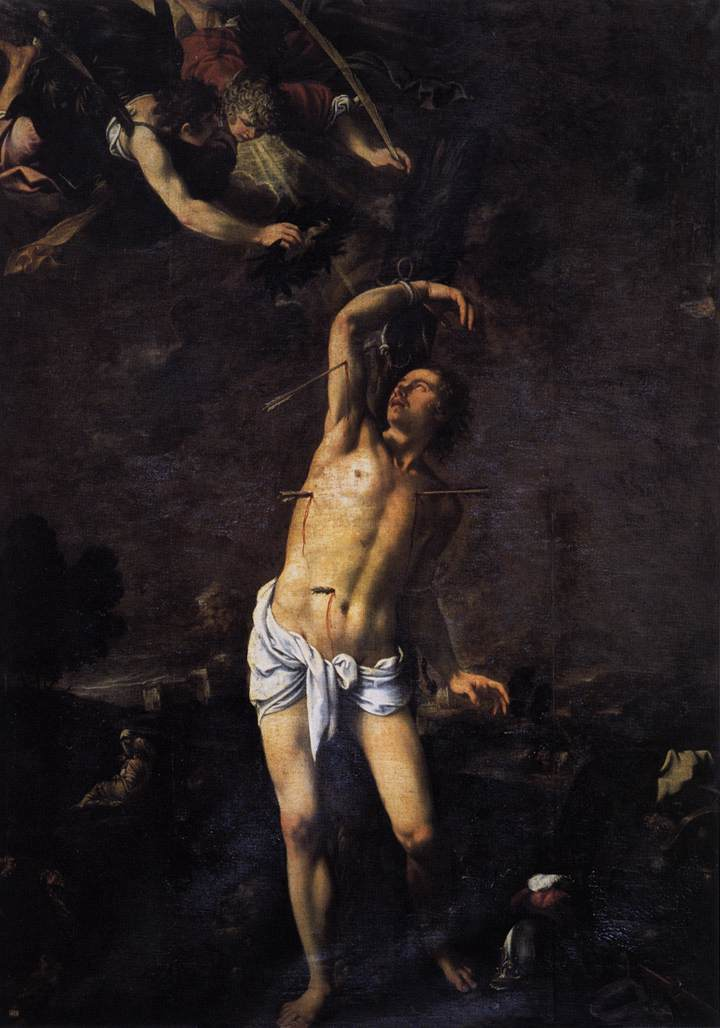
Martiriul Sfântului Sebastian

Tatăl său, Jaime de Horrente, era un negustor din Marsilia care s-a stabilit în Murcia în 1573. Există unele dovezi documentare care atestă că a fost prietenul unui pictor necunoscut pe nume Juan de Arizmendi, care probabil i-a dat lui Pedro primele lecții. În 1600, Pedro se afla în Toledo, unde a fost angajat să creeze un altar în satul Guadarrama⁠(d). Acesta nu a fost păstrat.
Nu a mai atras prea multă atenție până în 1604, când un anume Jerónimo de Castro a scris o promisiune de a-l plăti pe tatăl lui Pedro pentru munca pe care acesta o făcuse recent. După această dată, este posibil să fi fost în Italia până în 1607, când s-a întors în Murcia și a aranjat serviciile unei servitoare.  Scrisori dintr-o perioadă ulterioară indică faptul că este posibil ca el și Angelo Nardi⁠(d) să se fi împrietenit în timp ce se afla acolo. S-a căsătorit în Murcia în 1612.
Până în 1616, se afla în Valencia, unde a pictat monumentalul „Martiriul de la San Sebastián” din catedrală. Un an mai târziu, a realizat lucrări similare la Catedrala din Toledo. Printre altele, în această perioadă, s-a oprit în Cuenca și este posibil să-l fi luat ca elev pe Cristóbal García Salmerón⁠(d).
În 1624 a cerut să fie admis la Santo Oficio (o agenție a Inchiziției), dar în 1626 s-a întors la Toledo, unde Alejandro de Loarte⁠(d) l-a numit executor și a luat un student pe nume Juan de Sevilla, fiul sculptorului Juan de Sevilla Villaquirán. Acesta a fost singurul său student documentat oficial. Tot acolo, s-a împrietenit și cu Jorge Manuel Theotocópuli⁠(d), fiul lui El Greco, și a devenit naș pentru doi dintre copiii acestuia. Printre lucrările pe care le-a realizat în acea perioadă se numără decorațiuni la mănăstirea franciscană din Yeste și la Palatul Buen Retiro. În 1630, a perceput „o sumă considerabilă” pentru „Nașterea lui Hristos” la Capela Los Reyes Nuevos.
Se pare că a stat la Toledo până în 1632. O scrisoare de la Santo Oficio, legată de cererea sa de aderare, indică faptul că el și soția sa locuiau în Espinardo în 1633. Până în 1638, a cumpărat două case în Murcia. Doar un an mai târziu, s-a mutat din nou, lăsând neterminată o piesă de altar. Următoarea dovadă documentară disponibilă este un testament pe care l-a făcut la Valencia în 1645, când era văduv, fără copii și foarte confortabil din punct de vedere financiar. A murit doar două zile mai târziu.
Mai mulți artiști au fost profund influențați de stilul său, printre care Esteban March⁠(d), Pablo Pontons⁠(d) și Mateo Gilarte⁠(d).

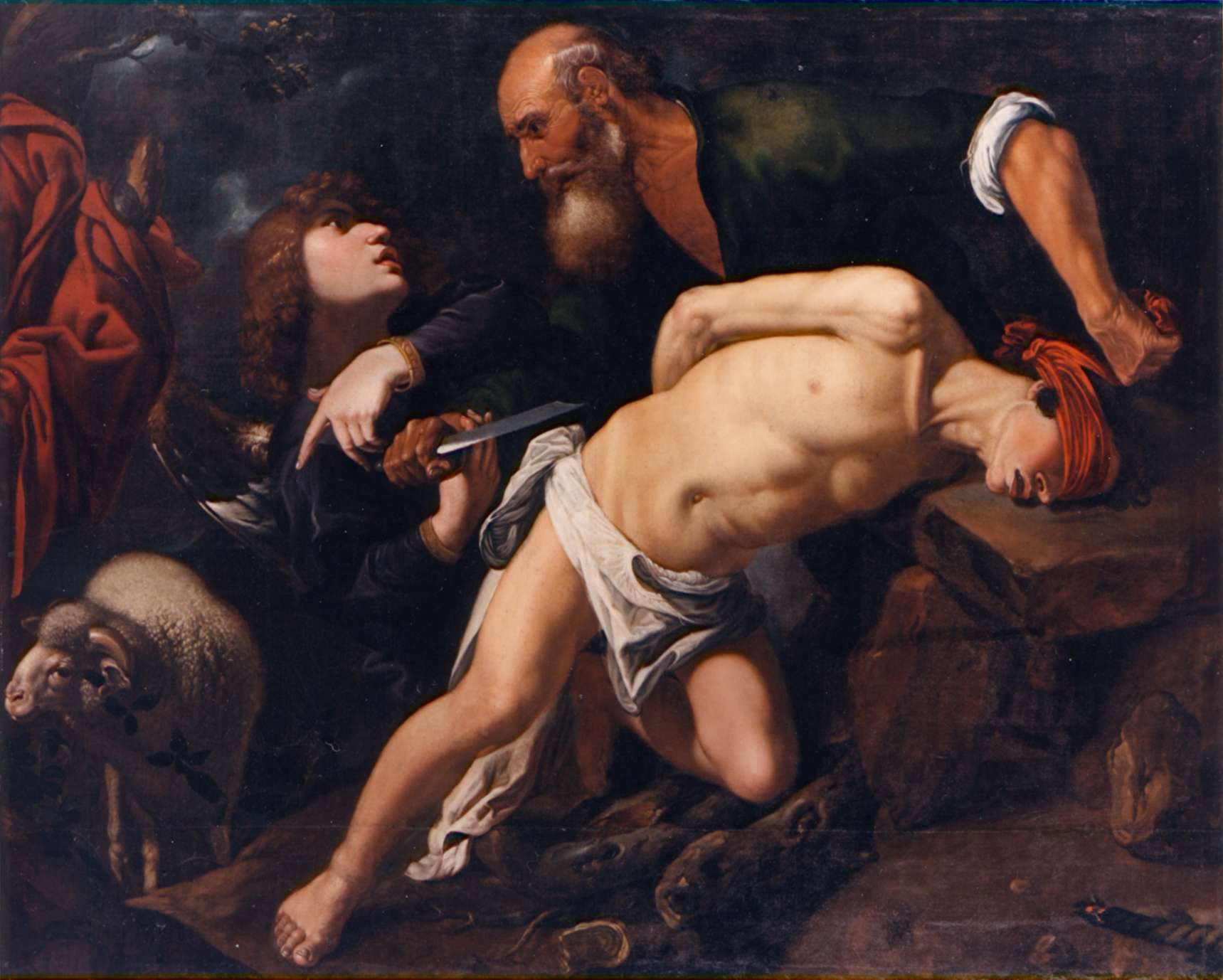
Sacrificiul lui Isaac

## Selecție de lucrări
- La vuelta al aprisco, ulei pe panou (74x89 cm), Museo del Prado, Madrid
- Martiriul Sfântului Iacob cel Mic, ulei pe panou (204x158 cm), Museo de Bellas Artes, Valencia
- Sfântul Ioan Evanghelistul în Patmos, ulei pe panou (99x131 cm), Museo del Prado
- Sfântul Ioan Botezătorul în deșert, ulei pe panou (142x107 cm), Museo de Santa Cruz, Toledo
- Autoportret, ulei pe panou (45 x 36 cm), colecție privată, Madrid, anterior în colecția lui Louis-Philippe of Orleans
- Labán da alcance a Jacob, Museo del Prado, Madrid
  -     - Ecce Homo, Muzeul de Artă Walters, Baltimore